# Moïse Vauquelin
 (mai 2021).
Si vous disposez d'ouvrages ou d'articles de référence ou si vous connaissez des sites web de qualité traitant du thème abordé ici, merci de compléter l'article en donnant les références utiles à sa vérifiabilité et en les liant à la section « Notes et références ».
Moïse Vauquelin ou Moses Vanclein (fl. 1650-1670) est un boucanier français du XVIIe siècle. Au cours de ses quatre années de carrière en tant que pirate, il sert comme officier sous l'Ollonais et forme un bref partenariat avec Pierre Le Picard. Vauquelin et Philippe Bequel co-écriront un livre détaillant leurs explorations sur les côtes du Honduras et du Yucatán.

## Biographie
Vauquelin arrive de Normandie dans les Caraïbes vers 1650. Il fait partie d'une flotte de boucaniers dirigée par l'Ollonais, installée dans le bastion pirate de l'Île de la Tortue et qui commettra de nombreux pillages dans les colonies espagnoles au cours des deux années suivantes. Vauquelin est l'un des nombreux officiers de cette expédition et est présent lors des raids contre Maracaibo et Gibraltar en 1666, ainsi que ceux contre Puerto de Caballo et San Pedro (actuel Honduras) en 1667. 
Toutefois, c'est après une forte résistance des soldats espagnols, que San Pedro tombe entre les mains des flibustiers. La plupart des habitants se sont déjà enfuis et ont eu le temps de mettre leurs biens en sécurité. Sans grand butin, l'Olonnais fait mettre le feu à la ville et revient à la côte, fortement affaibli. Bien que l'insatisfaction soit grande chez les flibustiers après cette longue période sans succès et très coûteuse en vies humaines, l'Olonnais, faisant miroiter l'espoir d'une riche prise, parvient encore à garder le contrôle sur ses hommes. 
Lorsque le navire espagnol attendu arrive enfin, après trois mois d'attente, il se montre redoutable au combat, avec 41 bouches à feu et 130 hommes. Mais les flibustiers veulent leur butin et attaquent avec témérité. Tandis que les plus grands bâtiments de la flotte prennent l'Espagnol sous leur feu, les flibustiers s'approchent de l'autre bord, répartis en quatre canots, et parviennent à le capturer. Ils n'y trouvent ni or ni argent : le navire espagnol est chargé de papier et d'acier. Cette nouvelle déception est si forte que les flibustiers en perdent leur cohésion. Une partie de la troupe repart vers l'Île de la Tortue sous le commandement d'un nouveau capitaine élu, Vauquelin. Une seconde partie se met sous les ordres de Pierre le Picard. L'Olonnais reste avec 300 hommes dans le golfe du Honduras, et attend des prises qui ne viennent pas. Certaines sources indiquent que Vauquelin et Pierre Le Picard auraient été les instigateurs de la séparation de la flotte.
Longeant la côte du Costa Rica, Vauquelin et Pierre le Picard capturent ensemble la ville de Veraguas mais seront forcés de quitter la région quand ils échouent à capturer la ville voisine de Natá (Panama). Les deux capitaines se séparent peu de temps après. Cette défaite sera décrite près de vingt ans plus tard dans Les aventuriers et les boucaniers d'Amérique d'Alexander Esquemeling.
Vauquelin semble avoir perdu son navire après cette défaite, bien que les circonstances ne soient pas connues. Il réussit cependant à rejoindre le pirate français Chevalier du Plessis. Après la mort de du Plessis, Vauquelin est élu comme successeur par l'équipage. Ils capturent un navire espagnol transportant une grosse cargaison de cacao, près du port de La Havane, à Cuba, avant de retourner sur l'île de la Tortue.  
En 1670, lui et un autre boucanier Philippe Bequel écriront un compte rendu de leur carrière au vice-amiral Jean d'Estrées. Ce livre contient des informations détaillées sur la géographie des Caraïbes et des Antilles, en particulier les côtes du Honduras et du Yucatán, qui seront utilisées par la Marine royale française ainsi que par de nombreux autres boucaniers.